# Distrito de Sennan
El distrito de Sennan (泉南郡 Sennan-gun?) es un distrito localizado en la prefectura de Osaka, Japón. En julio de 2019 tenía una población estimada de 67.910 habitantes y una densidad de población de 943 personas por km². Su área total es de 72,04 km².

## Localidades
- Kumatori
- Misaki
- Tajiri